# میشل سر
میشل سر (به انگلیسی: Michel Serres) (۱ سپتامبر ۱۹۳۰ در اژن –۱ ژوئن ۲۰۱۹ در ونسن) فیلسوف، تاریخ‌شناس علمی و ادیب فرانسوی و عضو فرهنگستان فرانسه بود.

## جملات قصار[۱]
- دانش آدمی را آزاد و خوشحال می‌کند
- علم آنست که پدر به پسرش می‌آموزد، تکنولوژی آنست که پسر به پدرش می‌آموزد
- کره زمین، در گذشته مادر ما، اکنون دخترمان گشته.